# 威廉·奥特雷德
威廉·奥特雷德（1574年3月5日—1660年6月30日），為英格兰数学家與圣公会牧师。
在约翰·纳皮尔发明对数，埃德蒙·岡特创立了对数坐标之后，奥特雷德于1622年发明了滑动的计算尺，直接进行乘除计算。他首先使用"×"来表示乘法运算，并于1657年首先使用 "cos"和"cot" 来表示余弦函数和余切函数。
威廉·奧特雷德（William Oughtred），1574 年 3 月 5 日生於白金漢郡伊頓，其父班傑明為伊頓公學書法教師兼登記員，奧特雷德幼時即在伊頓受教，他自幼便對數學表現出濃厚的興趣，甚至常在夜深人靜時挑燈自習 ；1592 年獲國王獎學金入劍橋大學國王學院，1596、1600 年分別獲學士與碩士學位，並於 1595至1603 年間為院士，而後於 1603 年受聖職、1605 年任沙爾福德副牧。1606 年 2 月 20 日，他在薩里郡坦格利迎娶克里斯吉福特·卡里爾（Christsgift Caryll），兩人共育十二子女，其中班傑明與約翰繼承父親對器械的熱情，成為鐘錶匠；1610 年 10 月 16 日奧特雷德獲委任薩里阿爾伯里教區長，五十載未曾離任。1628 年受阿倫德爾伯爵延攬後，他得以於倫敦阿倫德爾府設館授徒，又在阿爾伯里自宅免費招收學生，先後啟迪塞思·沃德、約翰·沃利斯、克里斯多佛·雷恩、理查德·德拉曼、約納斯·摩爾等人；其與亨利·布里格斯、埃德蒙·岡特、法國建築師 François Derand 以及占星師威廉·利利等人保持廣泛書信往來，學術網絡遍及英法。英國內戰期間，他堅定擁護王室，1646 年幾遭議會「掠奪牧師委員會」革職，幸賴利利等友人於國會奔走而免；此後他仍在阿爾伯里潛心著作，除發明滑尺並推廣乘號「×」，奧特雷德涉足當時所謂的“赫密士主義科學”，包含煉金術、占星術等領域，約翰·奧布里在《短傳》中指出奧特雷德鑽研占星術且頗為靈驗，他自己雖不明其理但相信有某種“精靈”相助 ￼；奧布里還提到奧特雷德默許鄉間鄰里相信他會召喚術，甚至親眼見過奧特雷德留下筆記的占卜術書籍 ￼。另一位同時代人物約翰·伊芙林在日記中記載，1655年奧特雷德拜訪他時談及了一些奇特的想法，例如認為賢者之石（點金石）是可能存在的，預計次年將有大事發生並可能預示救世主顯現等末世論觀點，晚年他每日臥讀至午，夜半始就寢，仍筆耕不輟。1660 年王政復辟消息傳至薩里，八十六歲高齡的奧特雷德據傳因過度欣喜於 6 月 30 日猝逝，葬於阿爾伯里聖彼得與聖保羅舊教堂墓地，而「滑尺之父」之名亦隨之長傳；1991 年成立於美國的「奧特雷德學會」即以其姓氏致敬，定期刊行《奧特雷德學報》，展示計算尺收藏以續其遺風。 

## 学术

### 著作

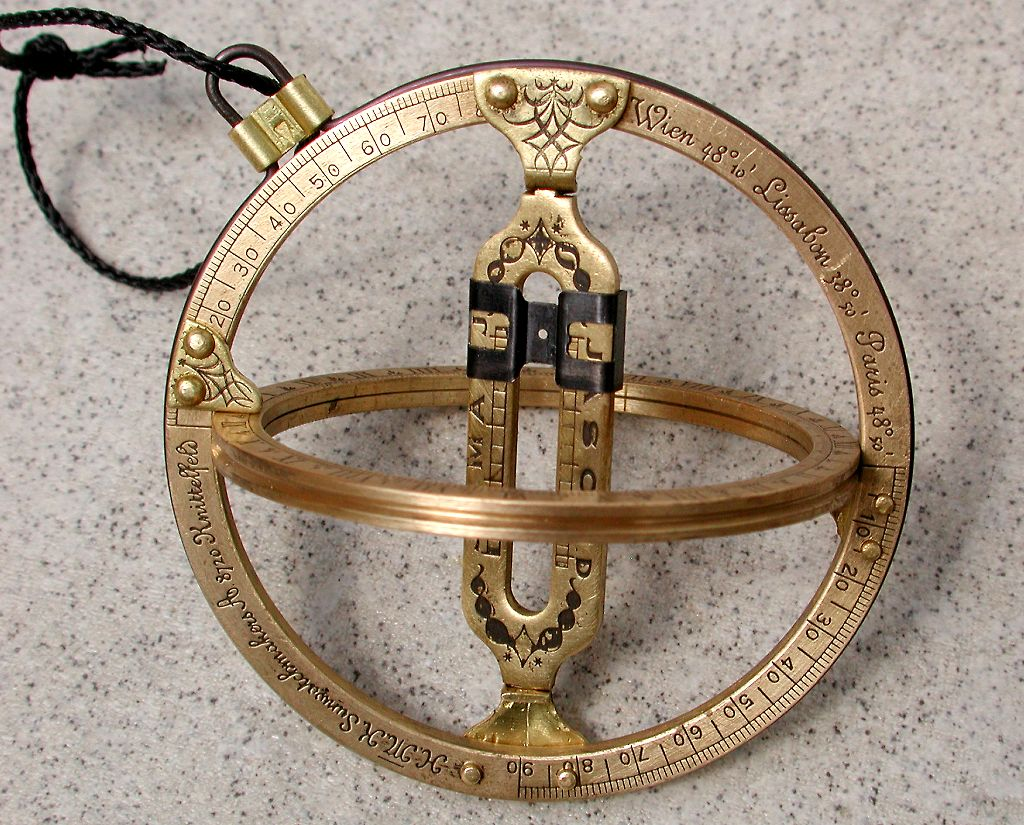
一件奥特雷德型环状日晷

奥特雷德最著名的著作是1631年出版的《数学精义》，这本书出版后多年里颇受欢迎，並被重印多次，於1647年被翻译为英文。约翰·沃利斯和艾萨克·牛顿正是通过此书接触数学的。这本篇幅不大的书提纲挈领地讲述了当时的代数学知识。书中描述性的语言较少，主要使用各种符号，他引入了乘号，使用“::”表示比，并复活了很多古代使用的图形符号。他在这本书里用π表示圆周长，这是π首次和圆周建立联系，后来的数学家威廉·琼斯 (数学家)又开始用π表示圆周率。奥特雷德的学生威廉·福斯特编写了航海专著《比例圆和水平仪》（1632）和《三角学》，奥特雷德在后一部著作中引入了三角函数的符号。

### 日晷与滑动计算尺

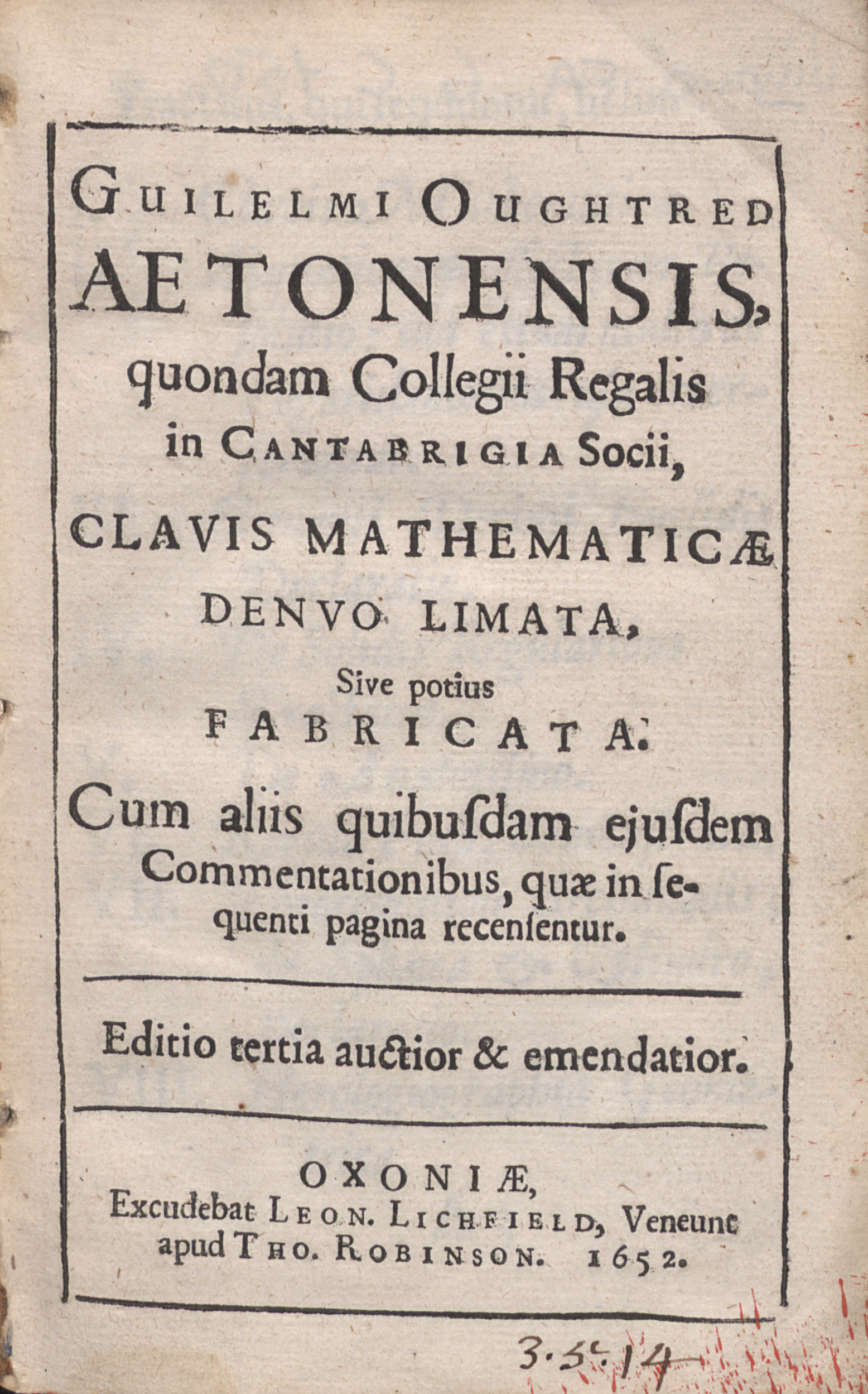
Clavis mathematicae, 1652

奥特雷德曾改进水平仪，发明双水平日晷 ，并发明了直型计算尺。在埃德蒙·冈特对计算尺的研究中，需使用一对分规测出计算尺上的距离。奥特雷德最初的改进设计是圆形计算尺，这一设计发表在他的学生威廉·福斯特编撰的《比例圆和水平仪》（1632）。这本书出版后，引起了德拉曼的激烈反应，因为德拉曼在1630年前后，就已经发表了同样的圆形计算尺。此外，德拉曼也认为是他最早发明了用于日晷的水平四分仪，对这两种仪器的发现优先权的争议导致两人互相指责，关系恶化此外，奥特雷德和德拉曼对数学教学法也有不同看法，奥特雷德认为理论教学要比练习更重要。后来，奥特雷德采用了一把分规在另一把上滑动的方法，发明了直的滑动计算尺，后来又逐渐改进成了可折叠的计算尺。